# Comissió de Drets Humans de les Nacions Unides
La Comissió de Drets Humans de les Nacions Unides va ser una comissió del Consell Econòmic i Social (ECOSOC) i assistia en funcions a l'Oficina de l'Alt Comissariat de les Nacions Unides per als Drets Humans. Creada el 12 d'agost de 1947 per resolució de l'ECOSOC. El 5 de març de 2006 es va crear el Consell de Drets Humans de les Nacions Unides i, per tant, va quedar dissolta la Comissió, que va fer la seva darrera sessió el 27 de març de 2006.

## Composició de la Comissió
Estava integrada per 53 membres escollits entre els integrants de l'ECOSOC. No hi havia membres permanents. Cada any aproximadament un terç dels seients de la comissió eren elegits per un període de 3 anys. La comissió es reunia anualment en una sessió anual entre març i abril per 6 setmanes a Ginebra (Suïssa).

## Crítiques
A causa de la seva composició la Comissió de Drets Humans de l'ONU va ser desacreditada repetidament per diferents delegacions que van denunciar que estava esbiaixada a favor dels interessos estratègics dels EUA. Per això finalment va ser dissolta i substituïda pel Consell en 2006 amb els vots en contra únicament dels EUA i Israel i dels antics territoris en fideïcomís estatunidenc: Palau i illes Marshall.